# Алея на Възраждането (Варна)
Алея на Възраждането се намира в Морската градина във Варна.
По алеята са разположени множество паметници на известни български личности – поети, духовници и революционери. Алеята на Възраждането се намира на Централната алея между Пантеона и моста над канала до Раковината.

## История
Идеята за централна алея в Морската градина е приета с решение на Общинския съвет от 1903 г. Първоначално е главна алея, добре озеленена с копривка и бряст, които са поставени в редици от Антон Новак и Иван Стойчев през 1906 г. През 1907 г. група варненски интелектуалци – сред които лекари, архитекти, инженери и юристи – взимат решение, главната алея в Морската градина да се превърне в Алея на Възраждането с паметници на известни български личности, които в годините на османската власт успяват да съхранят националната идентичност и български дух. На 15 февруари 1908 г. е учреден комитетът „Българско Възраждане“. Проектът на Алеята на Възраждането е изработен от варненския инженер Георги Бърнев. През 1960 г. дърветата в средата на алеята са заменени с цветни лехи.

## Паметници
На 18 май 1910 г. се полага основният камък на първия паметник, посветен на Христо Ботев. На 27 юли 1911 г. – денят на Освобождението на Варна – паметникът е тържествено открит. Създаден е от скулптора Жеко Спиридонов. Поради недостиг на средства паметниците са поставяни през различни години. На 27 юли 1912 г. е открит паметникът на Васил Левски. Следващият, трети по ред е открит през 1927 г. Това е паметникът на Отец Паисий, създаден от варненския скулптор Кирил Шиваров.
Понастоящем на Алеята на Възраждането са открити паметници на:
- Христо Ботев – през 1911 г.,
- Васил Левски – през 1912 г.,
- Отец Паисий – през 1927 г.,
- Митрополит Симеон – през 1930 г.,
- Васил Априлов – през 1936 г.,
- Хаджи Димитър – през 1939 г.,
- Петър Берон – през 1973 г.,
- Любен Каравелов – през 1973 г.,
- Петко Р. Славейков – през 1973 г.,
- Георги Бенковски – през 1973 г.,
- Георги Сава Раковски – през 1973 г.,
- Гоце Делчев – през 1995 г.,
- Захари Стоянов – през 1996 г.,
- Пейо Яворов – през 2001 г.[1]

Алеята завършва до Пантеона с паметник, посветен на загиналите българи–комунисти в борбата им против монархията и про–германската политика на България в годините на Втората световна война. Срещу паметниците от Алеята на Възраждането в централната зелена част – обособена като остров – са положени плочи с имената на населени места, свързани с борбите за национално освобождение на българите. Пръстта под плочите е от съответните населени места.